# Caroline Bos
Caroline Bos (Rotterdam, 1959) is een Nederlandse architect. Ze is medeoprichter van UNStudio, een bekend architectuur bureau in Amsterdam. Bos schrijft en geeft les aan verschillende architectuuropleidingen. Haar architectuurtekeningen en modellen staan ten toon gesteld in verschillende musea, onder andere MoMa.

## Opleiding
Bos behaalde haar Bachelor of Arts in kunstgeschiedenis aan de Birkbeck Universiteit van London in 1991. Haar mastergraad in architectuur behaalde ze aan de Universiteit Utrecht. In Londen ontmoette ze Ben van Berkel.

## Werk

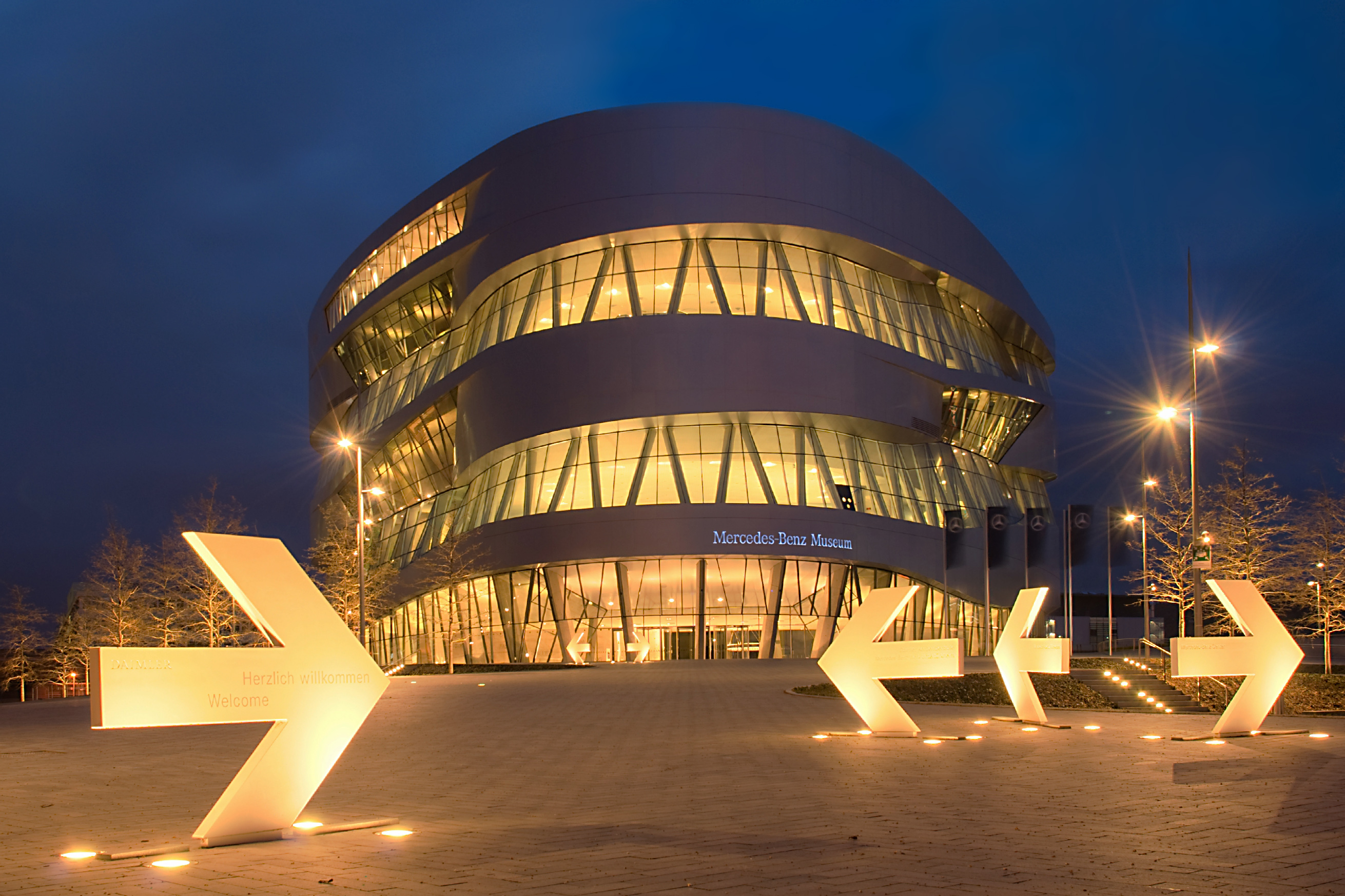
Mercedes-Benz Museum

Bos werkte als journalist met Ben van Berkel aan publicaties als Forum (1985-86) en "Diagram Works" (1988).
Bos en van Berkel richtten samen Berkel & Bos Architectuurbureau op, in Amsterdam in 1988. Het bureau ontwierp verschillende "kritisch geprezen projecten" in Nederland.
In 1998 veranderde de naam van het bureau in UNStudio. De beslissing om hun namen uit de naam van het bureau te verwijderen kwam voort uit Bos' houding dat architectuur gaat om samenwerking. Het bureau bestaat uit een netwerk van experts in architectuur, stedenbouwkundige ontwikkeling en infrastructuur. Bos werkt hecht met het hele team aan een project en verzekert dat het team naar een goed idee toewerkt. UN Studio promoot samenwerking bij ambiteuze bouwkundige ondernemingen. Deze aanpak wordt ook "deep planning" genoemd, waar de buurt en de omliggende omgeving worden meegenomen in plaatsing en vormen van een nieuw gebouw. Bos wordt ook wel UNStudio's "geheime wapen" genoemd omdat ze niet getraind is als ontwerper en hierdoor een als outsider de projecten kan benaderen. Ze is ook wel "een van de beste architecten van het bureau" genoemd.
In maart 2012 heeft het bureau 153 werknemers in 17 verschillende landen en heeft 69 projecten gerealiseerd. Bos is in al deze projecten betrokken geweest in verschillende projectteams. De grootste projecten waar Bos aan heeft gewerkt zijn onder andere de Prins Clausbrug in Utrecht en het Mercedes-Benz Museum in Stuttgart.
Bos geeft les aan verschillende opleidingen, waaronder ArtEZ in Arnhem, Liverpool University, de Technische Universiteit Wenen en het Berlage Instituut in Amsterdam. Samen met Ben van Berkel is ze ook gastprofessor geweest aan Princeton University, en heeft verschillende publicaties over UNStudio op haar naam staan. In 2012 ontving Bos een Ere-Professorschap van de University of Melbourne.
Bos test graag vooropgezette ideeën over traditionele architectuur. Vroeg in haar carrière vergeleek Bos architectuur met haute couture: "de architect will be concerned with dressing the future." Bos benadrukt ook het belang van een goed passend, efficient ontwerp van de infrastructuur en stedenbouwkundige context, en betrekt verschillende gebruikers bij haar werk. Later in haar carrière benoemt Bos dat stedenbouwkundige planning nu als "architecture and politics" kan worden gezien. Ze zegt over haar werk met Berkel: "Naast het streven van theoretisch werk, zochten we naar een begin om te kunnen bouwen."
- Bibsys: 99046577
- Bibliothèque nationale de France: cb15582547w (data)
- Catàleg d'autoritats de noms i títols de Catalunya: 981058510206406706
- CiNii: DA12336053
- Gemeinsame Normdatei: 120841665
- International Standard Name Identifier: 0000 0001 1007 1767
- Library of Congress Control Number: n92099979
- Nationale Bibliotheek van Tsjechië: hka20201089678
- Nationale Bibliotheek van Israël: 987007432583805171
- Nationale en Universitaire bibliotheek Zagreb: 000508527
- Nederlandse Thesaurus van Auteursnamen: 11282515X
- RKD-Nederlands Instituut voor Kunstgeschiedenis: 245248
- SNAC: w6gj3g0m
- Système universitaire de documentation: 089910257
- Union List of Artist Names: 500245629
- Virtual International Authority File: 116761835
- WorldCat: E39PBJh4qRbQbMF33pMGGVxv73